# Юніон-Гроув (Вісконсин)
Юніон-Гроув (англ. Union Grove) — селище (англ. village) в США, в окрузі Расін штату Вісконсин. Населення — 4806 осіб (2020).

## Географія
Юніон-Гроув розташований за координатами 42°41′13″ пн. ш. 88°3′0″ зх. д. / 42.68694° пн. ш. 88.05000° зх. д. (42.686926, -88.050033).  За даними Бюро перепису населення США в 2010 році селище мало площу 6,39 км², з яких 6,39 км² — суходіл та 0,00 км² — водойми.

## Демографія
Згідно з переписом 2010 року, у селищі мешкало 4915 осіб у 1881 домогосподарстві у складі 1269 родин. Густота населення становила 770 осіб/км².  Було 1960 помешкань (307/км²).
Расовий склад населення:
| - 96,6 % — білих - 0,6 % — азіатів - 0,5 % — чорних або афроамериканців - 0,3 % — корінних американців |

До двох чи більше рас належало 1,5 %. Частка іспаномовних становила 3,2 % від усіх жителів.
За віковим діапазоном населення розподілялося таким чином: 26,2 % — особи молодші 18 років, 61,8 % — особи у віці 18—64 років, 12,0 % — особи у віці 65 років та старші. Медіана віку мешканця становила 37,4 року. На 100 осіб жіночої статі у селищі припадало 94,2 чоловіків;  на 100 жінок у віці від 18 років та старших — 92,2 чоловіків також старших 18 років.
Середній дохід на одне домашнє господарство  становив 71 651 долар США (медіана — 59 913), а середній дохід на одну сім'ю — 85 086 доларів (медіана — 76 304). Медіана доходів становила 50 096 доларів для чоловіків та 36 339 доларів для жінок. За межею бідності перебувало 9,0 % осіб, у тому числі 11,9 % дітей у віці до 18 років та 15,5 % осіб у віці 65 років та старших.
Цивільне працевлаштоване населення становило 2540 осіб. Основні галузі зайнятості: освіта, охорона здоров'я та соціальна допомога — 27,7 %, виробництво — 19,5 %, роздрібна торгівля — 15,1 %.